# Канеохе
Канеохе (енгл. Kaneohe) насељено је место за статистичке потребе у америчкој савезној држави Хаваји. По попису становништва из 2010. у њему је живело 34.597 становника.

## Демографија
Према попису становништва из 2010. у граду је живело 34.597 становника, што је 373 (1,1%) становника мање него 2000. године.
| Група             | 2000.          | 2010.          |
| Белци             | 6.756 (19,3%)  | 6.549 (18,9%)  |
| Афроамериканци    | 285 (0,8%)     | 215 (0,6%)     |
| Азијати           | 13.456 (38,5%) | 12.754 (36,9%) |
| Хиспаноамериканци | 2.523 (7,2%)   | 2.900 (8,4%)   |
| Укупно            | 34.970         | 34.597         |